# Храм Богоявления (Юрьевец)
Храм Богоявления — приходской храм Кинешемской епархии Русской Православной Церкви в городе Юрьевце Ивановской области (переулок Энгельса, дом 6). Построен около 1720 года в нарышкинском стиле (первоначальный декор), колокольня — в 1810 году. Является памятником архитектуры федерального значения, самым ранним из сохранившихся в Юрьевце каменных зданий.
Храм находится на месте Богоявленского мужского монастыря, основанного не ранее XVI века и упразднённого в первой трети XVIII векам.
При храме имеется местночтимая святыня — находящаяся в особом склепе могила святого Симона Блаженного, юрьевецкого юродивого и чудотворца, похороненного в этом монастыре в 1584 году.

## Местоположение
Расположен на террасе небольшой площади, находящейся на Симоновой, или Ильинской горе, возвышении в центральной части Юрьевца.

## История
В Своде памятников архитектуры и монументального искусства России (Государственный институт искусствознания) отмечено, что храм имеет сложную и малоизученную строительную историю.

### Богоявленский монастырь
Впервые монастырь упоминается в житиях Симона Блаженного. Симон ушёл из родительского дома, странствовал, затем жил в веси Елнати, после чего переселился в Юрьевец, где жил на паперти церкви Богоявленского монастыря и проводил большую часть времени в молитвах. Юродивый стал известен даром прозрения и чудотворения, в том числе избавления от болезней. Юродствуя в доме воеводы, он разгневал последнего. Воевода приказал избить Симона, после чего тот умер. При стечении множества народу, как жителей Юрьевца, так и окрестных селений, а также духовенства всего города юродивого погребли в Богоявленском монастыре..
В 1619 году над могилой Симона был построен храм в честь Пресвятой Богородицы Одигитрии с приделами во имя пророка Илии и Макария Желтоводского. При строительстве храма в земле над гробом Симона была найдена большая каменная плита с изображением креста. Место над могилой Симона было отмечено деревянной гробницей. В то же время к некой Саломии (в житии Поспелова — Соломония из Юрьевца), которая тяжело болела, явился человек. Он повелел женщине идти в Богоявленский монастырь и просить отслужить панихиду над гробом Симона юродивого. Женщина выздоровела и исполнила указание. Некоторые пожилые люди узнали в её описании Симона. С того времени почитание его как святого стало широко распространяться. К его могиле стекалось большое число паломников, и всё больше совершалось чудес.
Предшествующее современному здание храма было построено в 1619—1620 годах по заказу посадских людей в честь победы над польско-литовскими интервентами. Эта дата имелась в ранее находившейся на стене храма храмоздательной надписи.
В 1635 году игумен Богоявленского монастыря Дионисий доложил о чудесах Симона юродивого патриарху Иоасафу. По повелению патриарха Симону была устроена рака, написана икона, и началось его почитание, ему была составлена служба. Образ угодника был написан на гробнице.
Монастырь был упразднён в первой трети XVIII века

### Приходской храм
Нынешний храм возведён в начале XVIII века, предположительно в 1720 году, одновременно с северным приделом Макария Желтоводского. Предполагается, что часть его составили части предыдущего здания храма (1619—1620). Согласно грамоте епископа Нижегородского Питирима, церковь построена в 1719—1720 годах уже как приходская.
В 1722 году почитание Симона было официально приостановлено епископом Нижегородским Питиримом, но в XIX веке стихийно возобновилось. С этим перерывом в официальном почитании связан отмеченный Иоанном (Поспеловым) перерыв в записи чудес блаженного с 1705 по 1856 годы. Однако Поспелов выражает мнение, что и в этот длительный период чудеса совершались. Житие Поспелова описывает большое число чудес вплоть до времени его составления. Иоанн (Поспелов) сообщает, что записаны лишь немногие из посмертных чудес святого. Заступничество Симона избавляло и от гибели. Очень много людей приходило на его могилу и заказывало петь по нему панихиды. Блаженного чтят и получают от него помощь и жители отдалённых от Юрьевца мест. Жители Юрьевца звали Богоявленскую церковь церковью блаженного Симона.
В 1810 году к зданию храма была пристроена колокольня. Предположительно, в то же время была построена двустолпная трапезная. В 1813 году был разобран обветшавший северный придел. С западной стороны к трапезной был пристроен притвор, который на южном торце переходил в ярусную колокольню. В первой половине XIX века у южной стены основной части храма был построен маленький притвор-часовня.
Согласно изданию «Краткие статистические сведения о приходских церквах Костромской епархии» 1911 года, в храме имелись три престола: Богоявления, апостола Симона Зилота и преподобного Макария Унженского (Желтоводского). При храме имелось общее городское кладбище, расположенное вне города. Постоянные средства церкви составляли проценты с капитала общего назначения в 5387 рублей 51 копейку. Имелся также капитал в 230 рублей 81 копейку со специальным назначением на устройство церковно-приходской школы. Причт включал священника, диакона и псаломщика. Постоянные средства причта составляли проценты в количестве 142 рублей с общего причтового капитала в 3478 рублей 51 копейку. Причт получал также 170 рублей и 64 меры ржи в зерне в качестве арендной платы за пахотную и сенокосную землю и 28 рублей за землю под постройку домов. При богослужении и совершении треб причтовый доход составлял до 1500 рублей в год. При храме было усадебной земли 1200 квадратных саженей, пахотной 51 десятина 1207 квадратных саженей и сенокосной 2 десятины 1217 квадратных саженей. Прихожан мужского пола было 248 человек, женского пола — 272, занятых торговлей и работой на местных фабрике и заводах. Было 7 приходских селений.
В 1930—1940-х годах подверглись разрушению верхние ярусы колокольни, были уничтожены луковичные главы храма. В 1955 году в нижний ярус колокольни были встроены части разобранного юрьевецкого храма Благовещения, портал и тройное окно, в западную стены притвора колокольни встроен изразцовый карниз, в апсиду придела — изразцовый наличник. В колокольню были также вмонтировны части двух оконных обрамлений разобранного храма Воскресения на Пушавке города Пучежа.

## Архитектура и интерьер
Храм кирпичный. Его объёмы имеют свободное внеосевое расположение. Основной четверик высокий и двусветный, имеет четырёхскатную кровлю и пять куполов с глухими цилиндрическими барабанами. У четверика имеется равная ему по ширине трёхлепестковая апсида с фигурной кровлей. С южной стороны к трапезной примыкает придел с полукруглой апсидой. Западная стена трапезной по всей длине имеет галерею-притвор, которая соединена с нижним ярусом колокольни. Колокольня снабжена контрфорсами. Южный притвор четверика низкий и прямоугольный.
Декора храма традиционен для XVIII века. Окна верхнего света четверика снабжены наличниками в нарышкинском стиле. Нижний ярус северного фасада имел окно с треугольным фронтоном и портал с килевидным архивольтом. Оба проёма были заложены, пробит новый. Наличник на южном фасаде снабжён килевидным подвышением, к востоку от него присутствует ширинка-киот. В придельной апсиде на наличнике южного окна после реконструкции присутствуют цветные изразцы, в завершении проёма находится изразцовая композиция, включающая птиц, волюты и корону.
Восточный фасад нижнего яруса колокольни включает перспективный портал, состоящий из нескольких рядов наборного кирпича. Выше расположено тройное окно с ложными боковыми частями. Окно имеет перспективные элементы, в том числе повторяющиеся арочки.
Четверик имеет сомкнутый свод. Полы уложены метлахской плиткой. Имеются печи из белого кафеля, снабжённые карнизом из листьев.
Склеп Симона Блаженного находится на южной стороне храма.

## Приделы
- апостола Симона Кананита
- преподобного Макария Желтоводского[15]

## Святыни
Главной святыней храма является склеп с могилой Симона Блаженного, юрьевецкого юродивого и чудотворца, расположенный в южной части храма.

## Современное состояние
Богоявленская церковь является действующим приходским храмом Кинешемской епархии и открыта для посещения верующими и туристами. В храме регулярно совершаются богослужения.
В 2025 году была утверждена научно-проектная документация для проведения комплексной реставрации храма, приуроченной к празднованию 800-летия Юрьевца. Согласно проекту, получившему положительное заключение государственной историко-культурной экспертизы, планируется восстановление фасадов, кровли, внутреннего убранства, изразцовых печей и монументальной живописи. Финансирование работ осуществляется из федерального бюджета. Началу реставрации предшествовало юридическое уточнение предмета охраны памятника, которое также состоялось в 2025 году и создало необходимую правовую основу для сохранения объекта культурного наследия.